# Tyrone Washington
Tyrone Washington (* 1944) ist ein US-amerikanischer Jazz-Tenorsaxophonist.

## Leben
Tyrone Washington wirkte 1966/67 bei Aufnahmen von Horace Silver und Larry Young für das Label Blue Note Records mit, bevor er Ende 1967 selbst Gelegenheit erhielt, für Blue Note aufzunehmen. An seinem Album Natural Essence wirkten Woody Shaw, James Spaulding, Kenny Barron, Reggie Workman und Joe Chambers mit. 1968 nahm er mit Jackie McLean auf; weitere eigene Aufnahmen im selben Jahr für Blue Note mit Herbie Hancock, Herbie Lewis und Jack DeJohnette blieben unveröffentlicht (Train Wreck Session genannt). 1968 spielte er mit Eddie Henderson; in den folgenden Jahren wirkte er noch bei Aufnahmen von Stanley Cowell (Brilliant Circles), Heiner Stadler und Roswell Rudd mit; außerdem veröffentlichte er bei kleineren Labels zwei weitere Produktionen, u. a. mit Stafford James, René McLean und Idris Muhammad, bevor er aus vermutlich religiösen Gründen die Musikszene verließ. Im Bereich des Jazz war er zwischen 1966 und 1976 an 12 Aufnahmesessions beteiligt.

## Diskographische Hinweise
- 1967: Natural Essence (Blue Note)
- 1973: Roots (Perception Records)
- 1974: Do Right (Blue Labor)